# Klaoitsis Island
Klaoitsis Island är en ö i Kanada.   Den ligger i Regional District of Mount Waddington och provinsen British Columbia, i den sydvästra delen av landet, 3 700 km väster om huvudstaden Ottawa. Arean är 1,3 kvadratkilometer.
Terrängen på Klaoitsis Island är platt. Öns högsta punkt är 65 meter över havet. Den sträcker sig 1,2 kilometer i nord-sydlig riktning, och 2,1 kilometer i öst-västlig riktning.
I omgivningarna runt Klaoitsis Island växer i huvudsak barrskog. Trakten runt Klaoitsis Island är nära nog obefolkad, med mindre än två invånare per kvadratkilometer.